# Auguste Rodin
Auguste Rodin (nguyên danh François-Auguste-René Rodin; 12 tháng 11 năm 1840 – 17 tháng 11 năm 1917) là một họa sĩ người Pháp, thường được biết đến là một nhà điêu khắc. Ông là điêu khắc gia hàng đầu của Pháp thời bấy giờ và nay tên tuổi của ông được phổ biến khắp trong và ngoài giới nghệ thuật.
Rodin thường được cho là điêu khắc gia tiên phong của ngành điêu khắc hiện đại nhưng ông quả không cố ý mở con đường phá lệ đi ngược với quy ước cổ điển. Chính ông đã được đào tạo theo ngành nghệ thuật cổ điển, hành tập như một nghệ nhân, nhưng mang kỳ vọng là ông sẽ được giới thẩm quyền nghệ thuật kính trọng, cho dù ông không được nhận vào những học viện nổi tiếng nào của Pháp cả. Về mặt điêu khắc, ông có biệt tài dùng đất sét.
Nhiều tác phẩm có tiếng của Rodin đã bị chê trách đồng loạt khi ông còn sinh thời vì chúng không theo truyền thống điêu khắc, tức là kém về phần trang trí, thiếu quy ước cách thể và không hợp đề tài cổ điển. Biệt phẩm của Rodin quả thật bỏ xa con đường mòn của huyền thoại Hy Lạp-La Mã hay điển tích trong Kinh Thánh. Ông nặn cơ thể con người trong những tác phẩm điêu khắc của ông thiên hẳn về lối hiện thực, ca ngợi cá tính riêng của mỗi nhân vật. Rodin rất nhạy cảm vì những lời phê bình về ông, nhưng trước sau, ông vẫn không thay đổi đường lối, để rồi những tác phẩm sau của ông dần chiếm được sự ngưỡng mộ của chính giới cũng như giới nghệ thuật.
Bắt đầu từ tác phẩm hiện thực lấy nguồn cảm hứng từ chuyến đi Ý năm 1875, đến những tác phẩm sau mà ông nhận thực hiện theo ý khách hàng, tên tuổi của ông dần nổi danh với thời gian. Đến năm 1900 thì ông đã là nhà nghệ thuật lừng danh, nhất là sau cuộc triển lãm ở Hội chợ Thế giới 1900 khi nhiều danh gia lùng mua tác phẩm của ông.

## Tiểu sử

### Thiếu thời

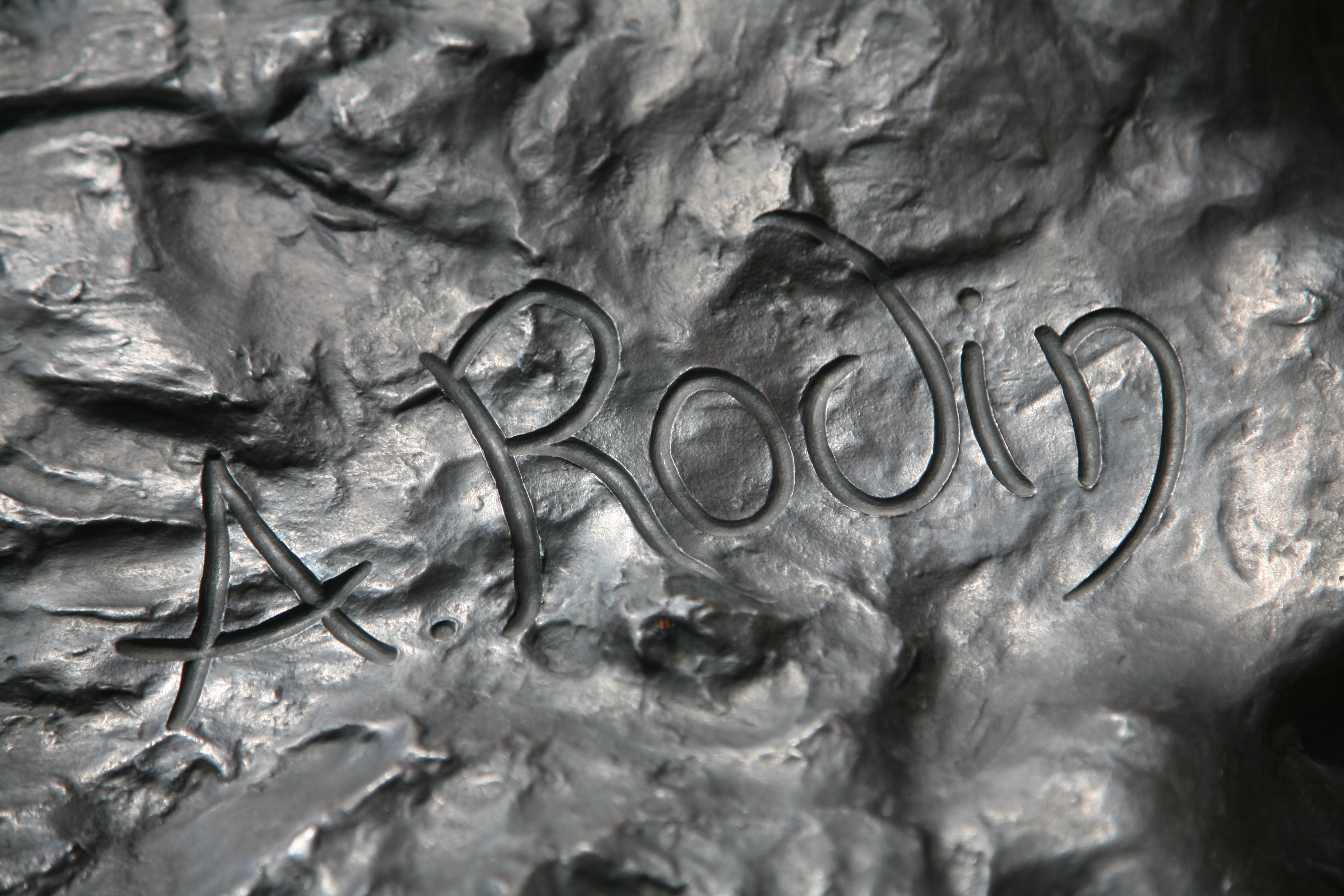
Chữ ký của Rodin trên tác phẩm Le Penseur.

Rodin sinh năm 1840 trong một gia đình công nhân ở Paris. Ông là người con thứ hai của Marie Cheffer và Jean-Baptiste Rodin. Cha ông làm ký lục trong sở cảnh sát. Kiến thức của ông phần lớn là tự học đến năm lên 10 thì tài vẽ của ông bắt đầu thể hiện. Khoảng ở lứa tuổi 14-17 ông theo học ở Petite École, ngôi trường chuyên dạy nghệ thuật và toán học. Đó cũng là nơi ông thụ học ngành vẽ và sơn. Thầy dạy vẽ của Rodin, Horace Lecoq de Boisbaudran áp dụng phép dạy bằng cách phát triển cá tính của học trò trước tiên rồi sau đó người học trò tự quan sát và vẽ lại theo trí nhớ. Rodin khi trưởng thành vẫn mãi ghi ơn người thầy cũ này của ông.
Khi xin nhập học Grand École năm 1857, Rodin nộp mẫu thi nặn bằng đất sét của người bạn nhưng không được nhận vào trường. Hai kỳ tiếp đó đơn xin nhập học cũng vẫn bị bác. Học xong ở Petite École năm 1857, Rodin đành làm thợ khắc chạm và trang trí tiểu tiết kiến trúc trong gần suốt hai thập niên.
Năm 1862 Maria, người chị của Rodin (hơn ông hai tuổi) chết trong một tu viện vì bệnh viêm màng bụng. Quá đau lòng, phần do cảm thấy tội lỗi vì ông đã cố se duyên chị ông với một người bạn - người mà sau đó mới biết là kẻ phụ tình, Rodin bỏ hẳn theo đuổi nghệ thuật và xin vào chủng viện làm tu sinh. Linh mục Peter Julian Eymard thấu nhận được tài vẽ của Rodin nên khuyên ông tiếp tục con đường hội họa và điêu khắc. Hơn nữa Eymard cũng nhận xét rõ là tính tình Rodin không hợp với cuộc đời tu hành. Rodin từ đó trở lại với nghề làm thợ trang trí nhưng cũng theo học thêm với Antoine-Louis Barye, một nhà điêu khắc chuyên tạo hình thú vật. Barye chú trọng đến tiểu tiết—nhất là cách thực hiện bắp thịt rắn rỏi và uyển chuyển của loài thú. Đường lối của Barye đã ảnh hưởng nhiều đến lối điêu khắc Rodin sau này.

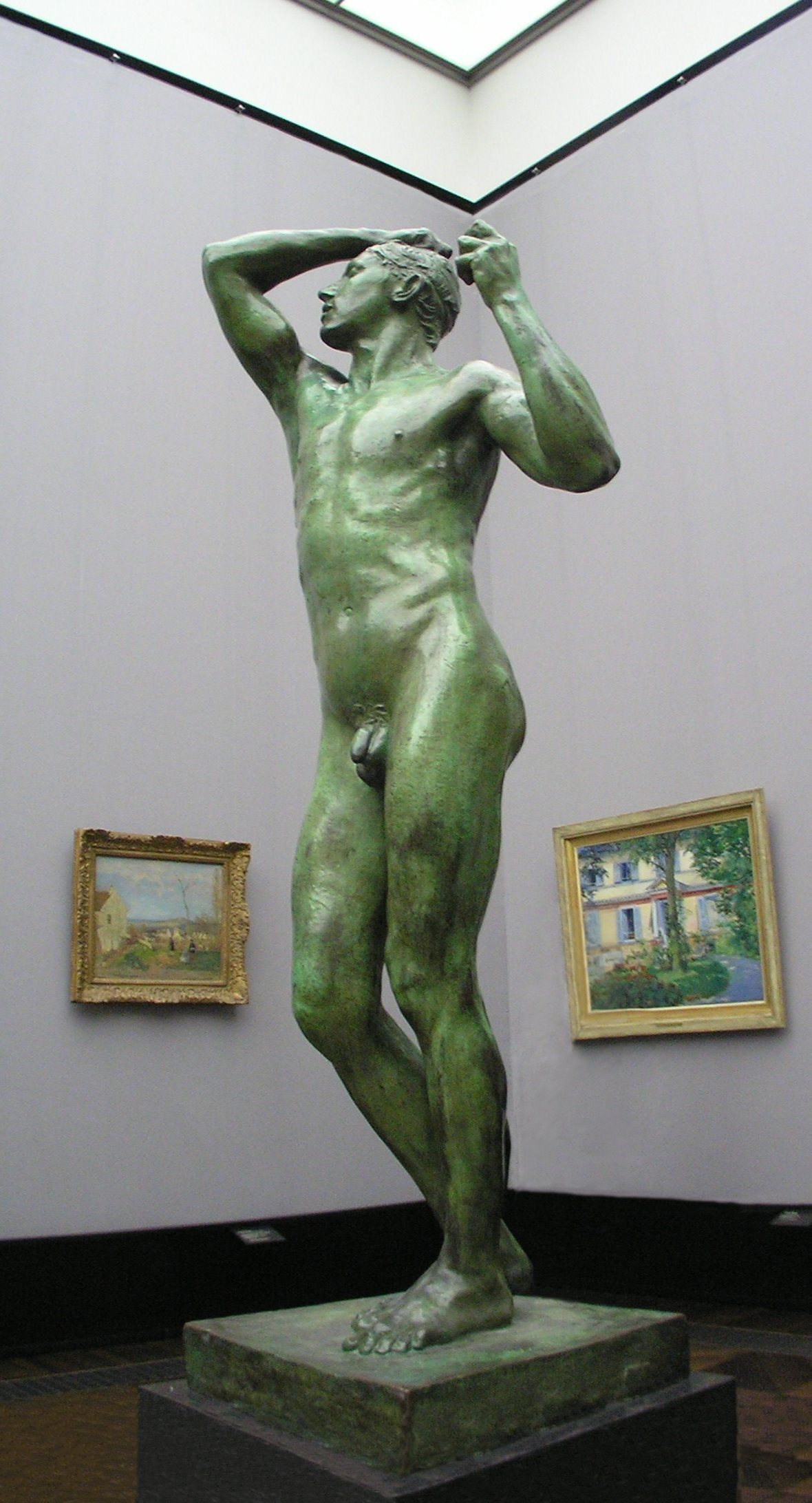
L'Âge d'airain (1877) phiên bản ở Berlin, Đức.

Năm 1864 Rodin dọn vào chung sống với Rose Beuret, một cô thợ may trẻ. Cuộc tình này tuy có khi lạnh nhạt, khi thắm thiết nhưng bền vững cho đến khi Rodin qua đời. Rodin và Beuret có với nhau một người con trai, Auguste-Eugène Beuret (1866–1934). Cũng năm đó Rodin cho mở cuộc triển lãm đầu tiên và bắt đầu làm đệ nhất phó công cho xưởng nghệ thuật của Albert-Ernest Carrier-Belleuse. Xưởng này chuyên chế tạo những món hàng trang trí nho nhỏ dùng để trưng bày (objets d'art). Rodin cũng lãnh trách nhiệm vẽ kiểu trang trí cho những bộ phận kiến trúc như mái, cửa, cầu thang.
Cũng trong khoảng thời gian này, Rodin có quan hệ yêu đương với Camille Claudel, cũng là học trò của mình, người sau này trở thành nhà điêu khắc nổi tiếng. Tuy mối tình không được nhiều người biết đến những đã được một số nhà nghiên cứu tiểu sử như Dominique Bona nghiên cứu và viết trong cuốn Camille và Paul, niềm đam mê mang tên Claudel.
Khi chiến tranh Pháp-Phổ bùng nổ thì Rodin phải nhập ngũ vào Vệ quốc quân nhưng vì ông kém mắt (cận thị) nên ông được cho về. Trong khi đó vì cuộc chiến, nhu cầu mướn thợ trang trí cũng giảm hẳn đi. Rodin phải chật vật lắm để kiếm sống nuôi gia đình. Cũng may mắn cho ông là xưởng Carrier-Belleuse cho chuyển ông sang Bỉ nơi ông được giao việc trang trí cho trụ sở thị trường chứng khoán Brussel nên ông vẫn có việc làm.
Sau vài tháng ở Bỉ, ông xuất ngoại, kiếm việc làm thêm ở các phòng tranh nghệ thuật. Trong thời kỳ này ông học hỏi được nhiều kinh nghiệm quý báu. Tình cảm giữa Rodin và Carrier-Belleuse trong thời gian này không còn được thân thiết nữa và Rodin bỏ hẳn công việc ở hãng Carrier-Belleuse. Sau khi thu vén được một ít tiền, năm 1875 Rodin cùng Rose Beuret đi chơi sang Ý suốt hai tháng nơi ông được xem tận mắt những tác phẩm của Donatello và Michelangelo. Những khối điêu khắc đó để lại một ấn tượng sâu sắc với Rodin khiến ông đã nói: "Michelangelo đã cho tôi thoát khỏi [quy ước của] điêu khắc mô phạm." Khi về lại Bỉ ông cho thực hiện bức tượng L'Âge d'airain bằng đồng đen to hơn người thật. Bức tượng trình bày một người đàn ông khỏa thân với tính cách hiện thực đã làm nhiều người chú ý đến tên tuổi của Rodin nhưng tác phẩm đó cũng bị chê là đã sử dụng kỹ thuật gian dối để tạo hình.

## Thời kỳ tự do nghệ thuật

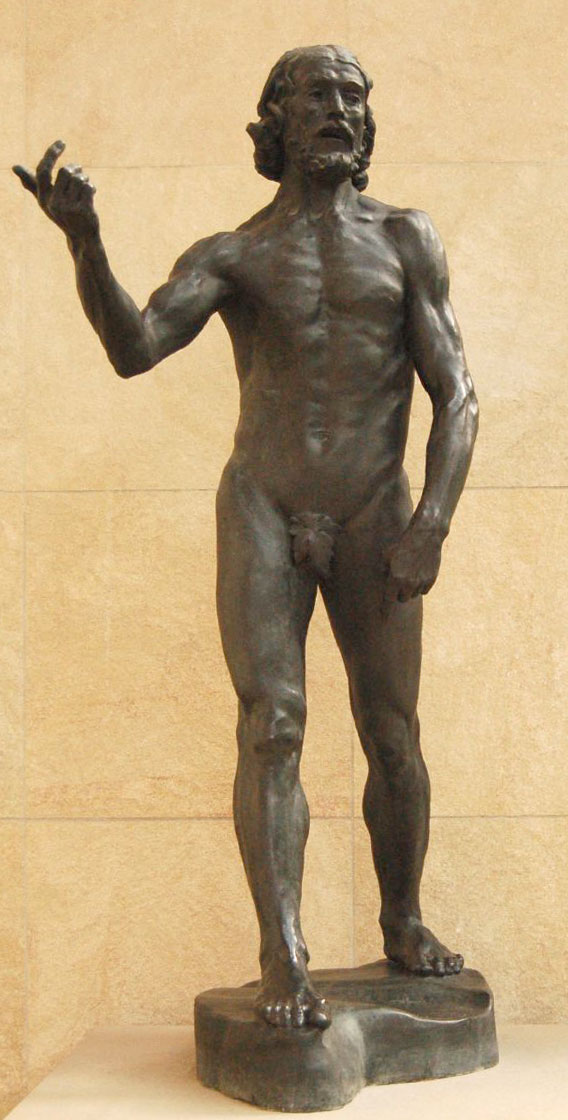
Saint Jean Baptiste.

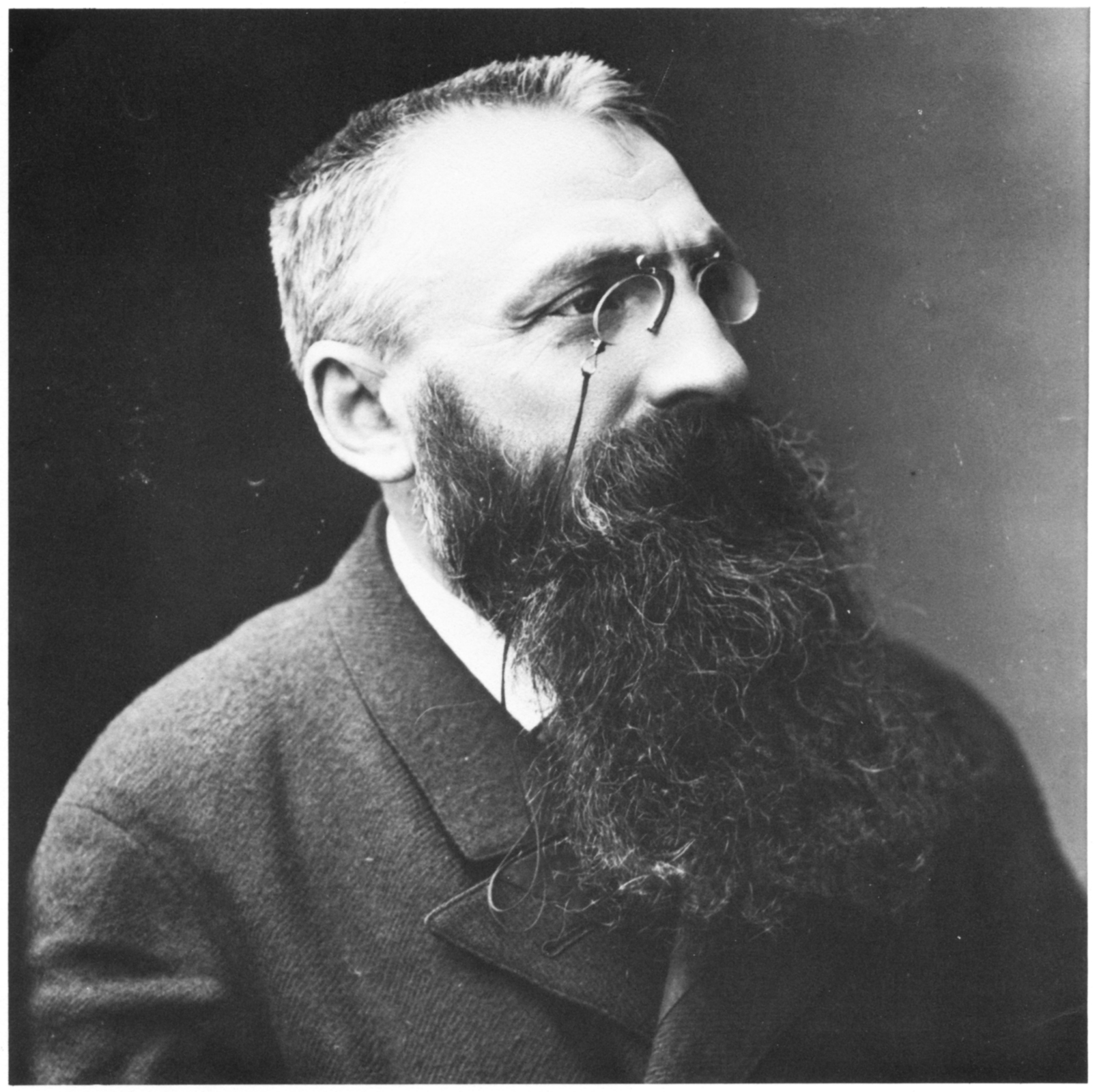
Rodin năm 1893.

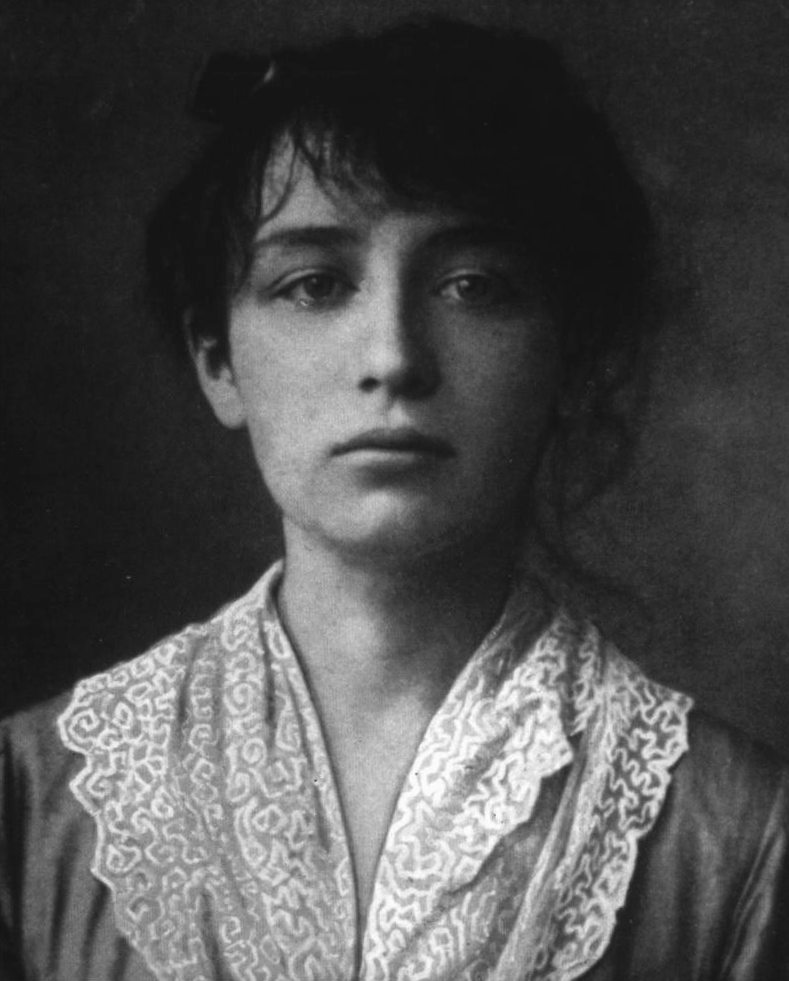
Camille Claudel (1864–1943).

Rodin và Beuret trở về sống ở Pháp năm 1877. Họ dọn vào một căn chung cư nhỏ ở Tả ngạn Paris nhưng gặp phải ương tai đồn dập: mẹ Rodin từ trần; cha ông lòa mắt và bị bệnh đãng trí cần người săn sóc thường xuyên. Tình cảm giữa Rodin và Beuret cũng vợi đi và ông thường tìm nguồn giải thoát tình cảm ở nơi khác.
Rodin kiếm sống bằng cách hợp tác với những nhà điêu khắc khác sẵn có tên tuổi. Mỗi khi có cuộc thi tuyển mỹ thuật thì Rodin cũng ứng thi. Ông đắp những mẫu tượng về Denis Diderot, Jean-Jacques Rousseau và Lazare Carnot nhưng không trúng tuyển lần nào cả. Riêng có pho tượng mẫu ông làm không theo đơn đặt hàng của ai cả thì lại thành công. Bức tượng đó là tượng Saint Jean Baptiste, đúc năm 1878.
Năm 1880 Carrier-Belleuse, bấy giờ là giám đốc xưởng đồ gốm Sèvres muốn Rodin về hợp tác và hứa bổ ông làm người thiết kế cho xưởng; Rodin nhận lời. Cử chỉ đó hàn gắn phần nào tình bạn đã bị sứt mẻ giữa hai người. Đối với Rodin thì đó cũng là dịp ứng dụng tài năng mà ông đam mê để vẽ kiểu cho hãng gốm danh tiếng nhất Âu châu. Phong cách nghệ thuật của ông làm nhiều người chú ý và Rodin được nhà văn Léon Cladel mời đến cuộc triển lãm "Salon de Paris" của Académie des Beaux-Arts (Viện Mỹ thuật). Khi Rodin xuất hiện trước công chúng lần đó, quan khách nhận xét rằng ông tính tình rụt rè, ít nói. Mãi sau bản tính nóng nảy, đa ngôn của Rodin mới hiện rõ. Cũng vì cuộc gặp gỡ với chủ tịch Hạ viện Léon Gambetta ở "Salon de Paris" mà Rodin được giới thiệu đến các chính khách Pháp như Edmund Turquet, Thứ trưởng Bộ Mỹ thuật.
Qua Turquet, Rodin thắng cuộc thi tuyển để thiết kế cổng bằng đồng vào viện bảo tàng mỹ thuật. Tác phẩm này mang tên La Porte de l'Enfer (Cửa địa ngục) chiếm gần bốn thập niên cuộc đời sáng tác của ông. Mỗi bộ phận điêu khắc cho toàn tác phẩm này xứng đáng là một tác phẩm riêng như Le Penseur (Người suy tư) và Le Baiser (Nụ hôn). Tiếc thay La Porte de l'Enfer bị bỏ dang dở vì tòa nhà bảo tàng đó không được xây cất. Ngược lại một ưu đãi chính phủ dành cho ông trong thời gian thực hiện bộ cổng bằng đồng đó là cơ sở mỹ thuật để ông được tự do sáng tác. Vì đó mà ông bỏ hẳn công việc ở xưởng gốm Sèvres.
Năm 1889 Rodin nhận dạy thế một lớp cho điêu khắc gia Alfred Boucher nơi ông bắt gặp Camille Claudel, một cô gái 18 tuổi. Cuộc gặp gỡ này nảy nở thành mối tình sóng gió kéo dài nhiều năm. Trong thời gian đó Claudel thường làm người mẫu cho Rodin và cũng góp ý ảnh hưởng đến các tác phẩm của ông.
Mặc dù bận bịu vì tác phẩm La Portal de l'Enfer, Rodin cũng thực hiện một số tác phẩm theo đơn đặt hàng như đơn của thị xã Calais năm 1891 và tượng đài vinh danh văn sĩ Honoré de Balzac. Các tác phẩm này bị bình phẩm, có lời khen tiếng chê ngay cả từ những tổ chức đặt đơn cho Rodin thực hiện. Dù vậy, danh tiếng của ông ngày càng nổi. Đến năm 1889 thì "Salon de Paris" mời ông làm giám khảo.
Trong cuộc đời tư, cuộc tình giữa Rodin cùng Beuret và Claudel càng có nhiều xung đột. Rodin có chung với Claudel một phòng mỹ thuật nhưng ông vẫn không muốn dứt khoát với Beuret, người tình hơn 10 năm và người mẹ của đứa con duy nhất của ông. Năm 1898 thì ông chia tay với Claudel. Bà sau đó bị bệnh tâm thần phải sống trong viện dưỡng tâm cho đến khi chết.

## Cuối đời

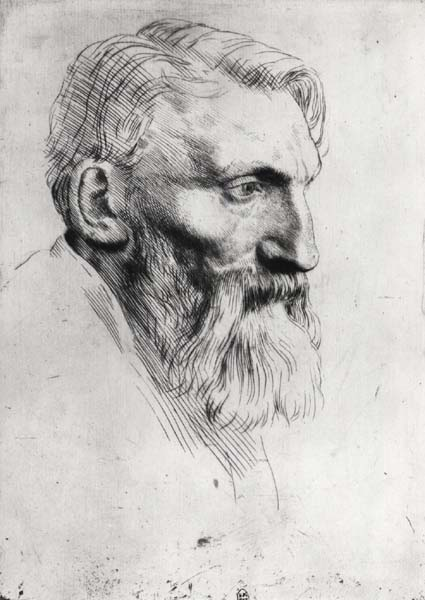
Bức họa chân dung Rodin dưới mắt của Alphonse Legros

Sang thế kỷ 20, Rodin càng nổi danh. Trong cuộc đấu xảo tại Paris năm 1900 (còn gọi là Hội chợ Thế giới Exposition Universelle) ông có nguyên một gian để trưng bày các tác phẩm mỹ thuật của ông. Danh khách đương thời, quốc tế cũng như quốc nội nhiều người đã tìm đến ông để đặt đơn đắp tượng. Số người ái mộ có nhiều người trong giới văn đàn Âu châu như Rainer Maria Rilke người Đức, Octave Mirbeau và Joris-Karl Huysmans người Pháp, cùng Oscar Wilde người Anh. Rodin còn tiếp đón tại tư gia ở Meudon những khách trọng vọng như vua nước Anh Edward VII, nghệ sĩ Isadora Duncan, nhạc sĩ Wanda Landowska.
Năm 1890 Hiệp hội Quốc gia Mỹ thuật (Société Nationale des Beaux-Arts) mời Rodin làm phó chủ tịch. Đến năm 1903 thì Hiệp hội Quốc tế Họa sĩ, Điêu khắc gia và Thợ khắc (International Society of Painters, Sculptors, and Engravers) bầu ông làm chủ tịch hội.
Năm 1908 Rodin dọn về lại nội thành Paris, mướn tầng chính ở Hôtel Biron, còn Beuret vẫn ở Meudon. Một mối tình khác chớm nở giữa ông và nữ công tước de Choiseul. Trong khi đó giới ngưỡng mộ của ông càng thêm đông với những tên tuổi thượng lưu thế giới như doanh gia Charles Tyson Yerkes và sử gia Henry Brooks Adams người Mỹ. Qua người bạn là họa sĩ Alphonse Legros Rodin bắt đầu sang Anh và giao du với các văn sĩ Anh như Robert Louis Stevenson, William Ernest Henley và Robert Browning. Những liên hệ này góp phần vào gia tăng số người mến mộ đường lối mỹ thuật của ông, nhất là ở Anh. Rodin báo đáp cảm tình đó bằng cách tặng cho nước Anh một số những tác phẩm lớn của ông vào năm 1914.
Sau 53 năm, Rodin và Beuret chính thức kết hôn vào ngày 29 Tháng Giêng năm 1917 nhưng hai tuần sau Beuret từ trần. Sức khỏe của Rodin cũng không được tốt. Ông mất ngày 17 Tháng Mười Một ở Meudon, ngoại ô Paris. Một phiên bản tượng "Người suy tư" (Le Penseur) được dựng ở mộ phần theo ước nguyện của ông.
Ngoài Bảo tàng Rodin ở Paris, Bảo tàng Rodin ở Meudon và Bảo tàng Rodin ở Philadelphia cũng trưng bày các tác phẩm về cuộc sống và công trình của ông. Một bộ sưu tập lớn các tác phẩm của ông cũng có thể được tham quan tại Bảo tàng Quốc gia Nghệ thuật phương Tây ở Tokyo.

## Tác phẩm

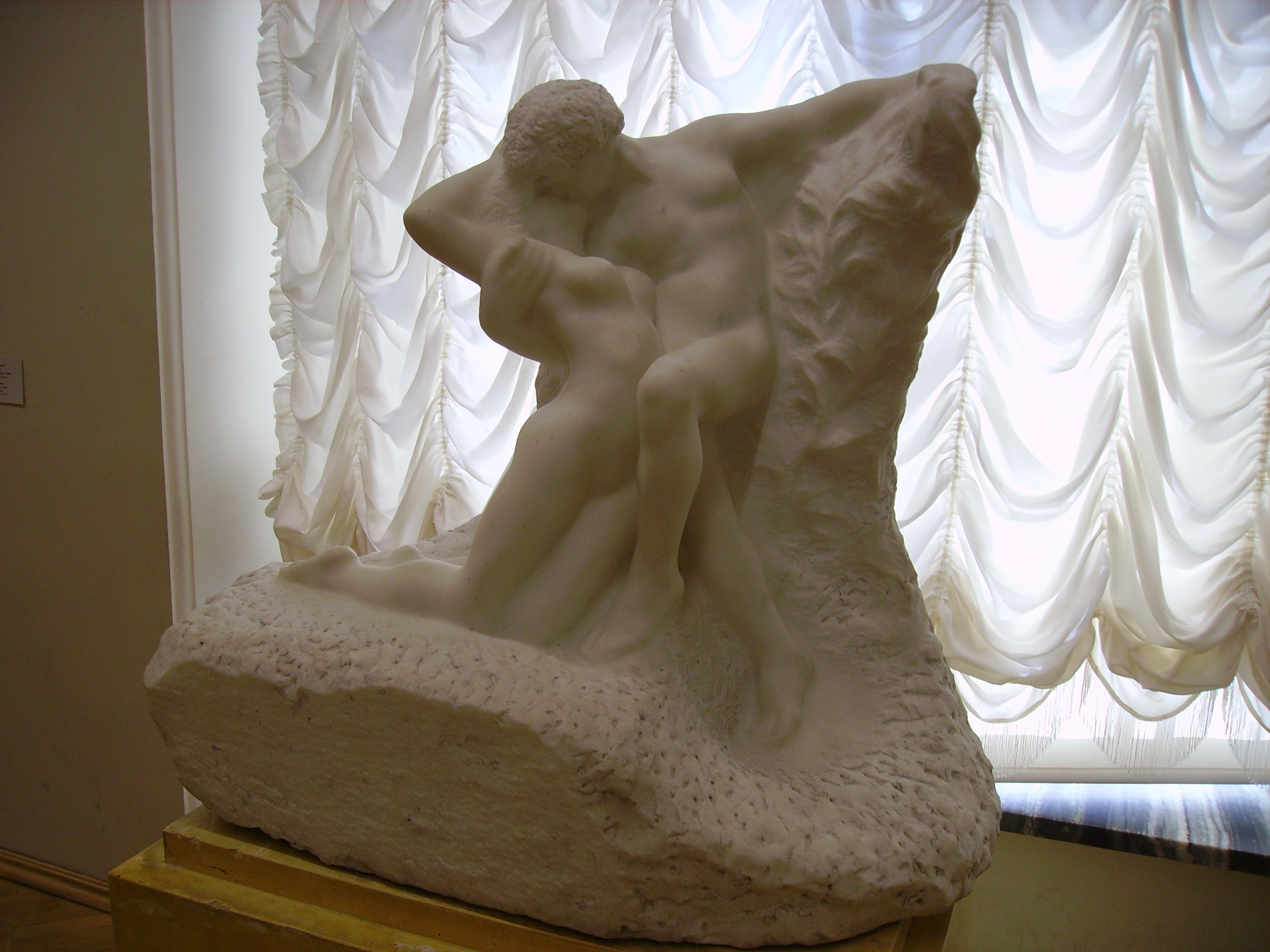
Mùa xuân vĩnh cửu
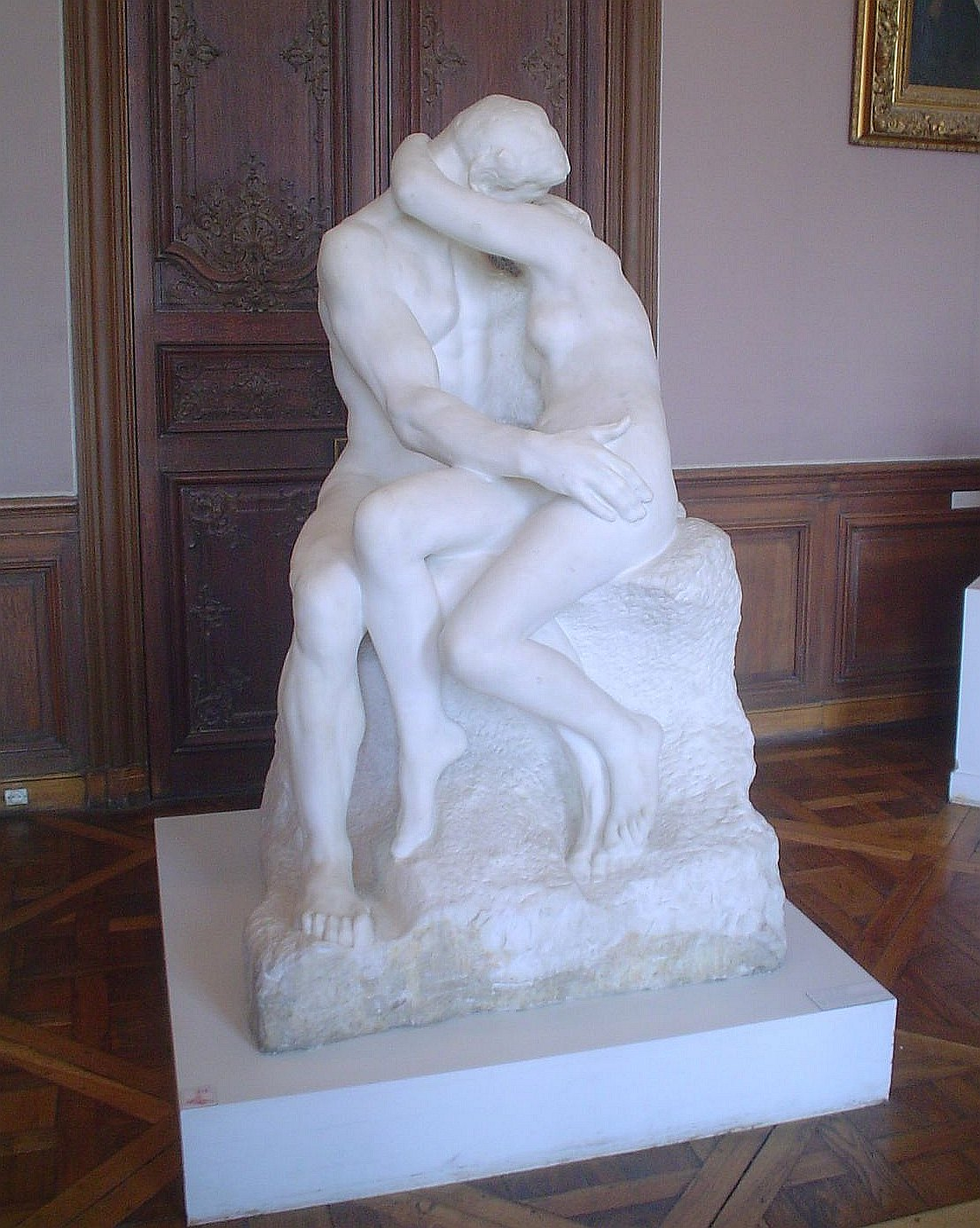
Nụ hôn
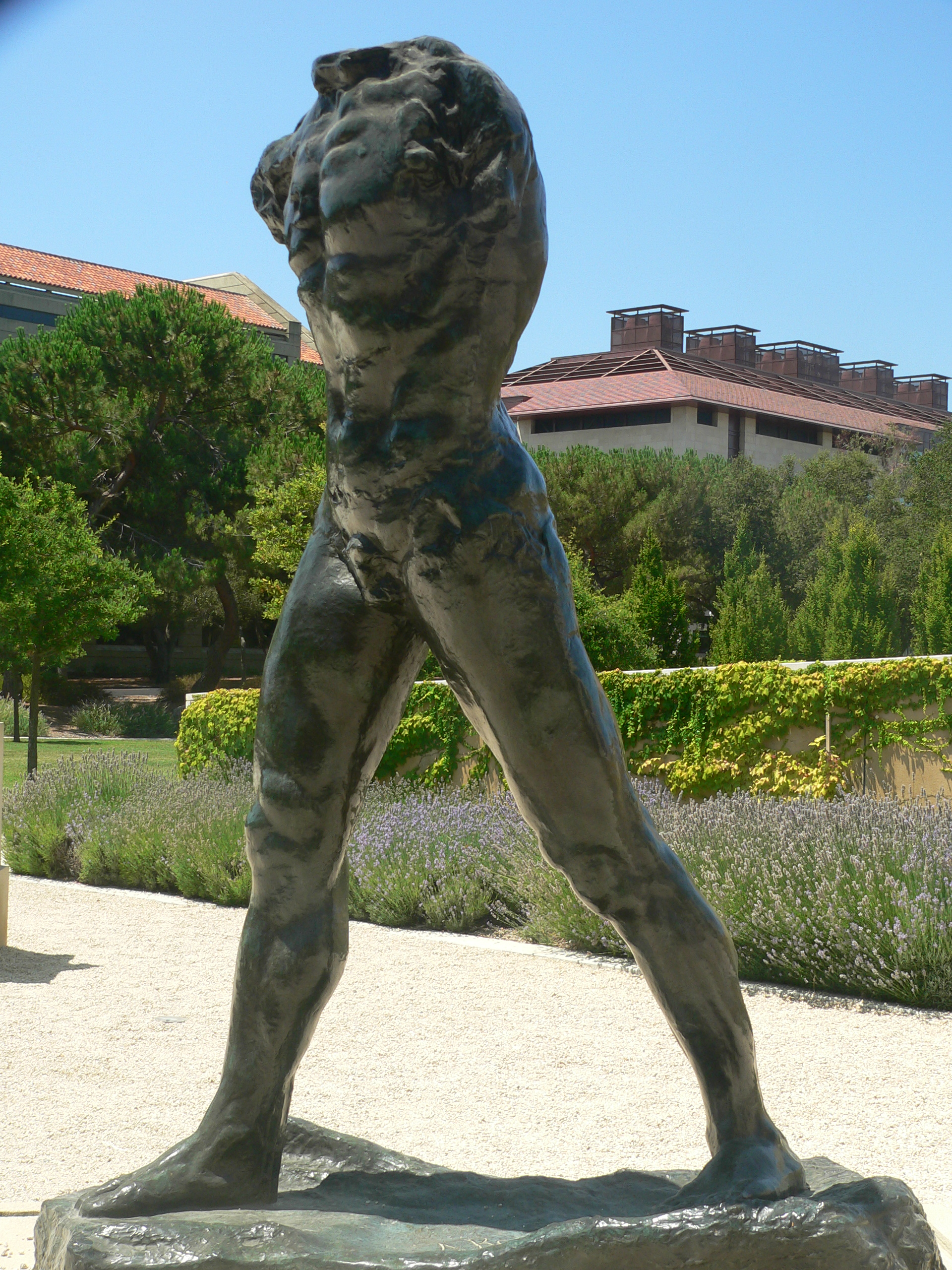
Người đi bộ
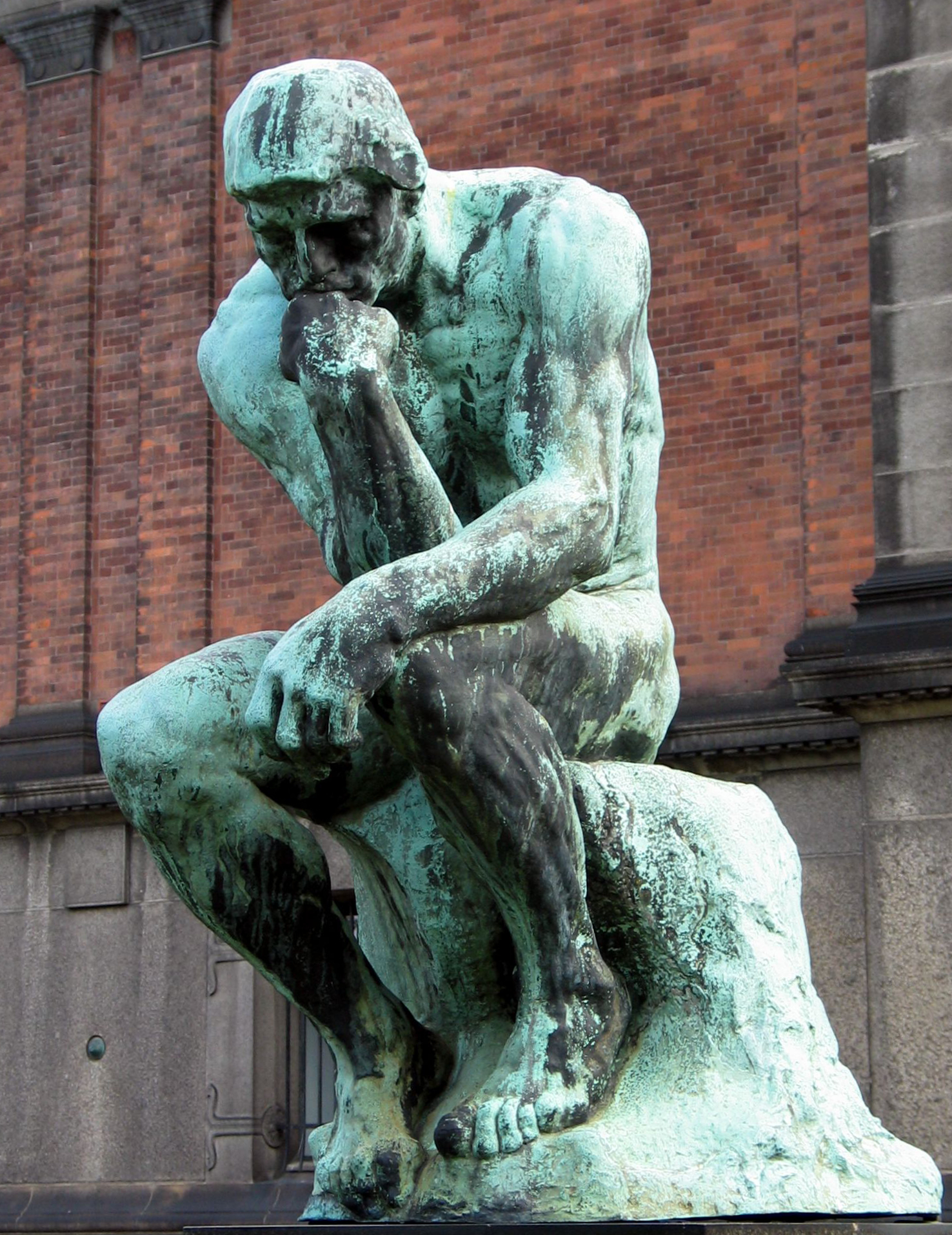
Người suy tư